# Eva Elmsäter
Eva Katarina Birgitta Titelman Elmsäter, född 5 november 1952, är en svensk journalist. Hon arbetade 1987-2017 som utrikesreporter och utrikeskommentator på SVT. Hon har tidigare arbetat för Svenska Dagbladet, Expressen och Upsala Nya Tidning. Hennes specialområden är forna Sovjetunionen, Kaukasus, Afrika och Arabvärlden.
Utöver svenska talar Elmsäter engelska, franska, spanska, portugisiska och ryska.
Hon är dotter till Erik Elmsäter.